# با من حرف بزن (فیلم ۲۰۱۳)
با من حرف بزن (انگلیسی: Open Up to Me) با نام اصلی همه چیز را به تو خواهم گفت (فنلاندی: Kerron sinulle kaiken) یک فیلم درام فنلاندی به کارگردانی سیمو هالینن است که در سال ۲۰۱۳ منتشر شد. از بازیگران آن می‌توان به پتر فرانتسن، ریا کاتایا و اولاوی اوئوسیویرتا اشاره کرد. این فیلم برندهٔ ۲ جایزه یوسی شد.